# Mal Taman Anggrek

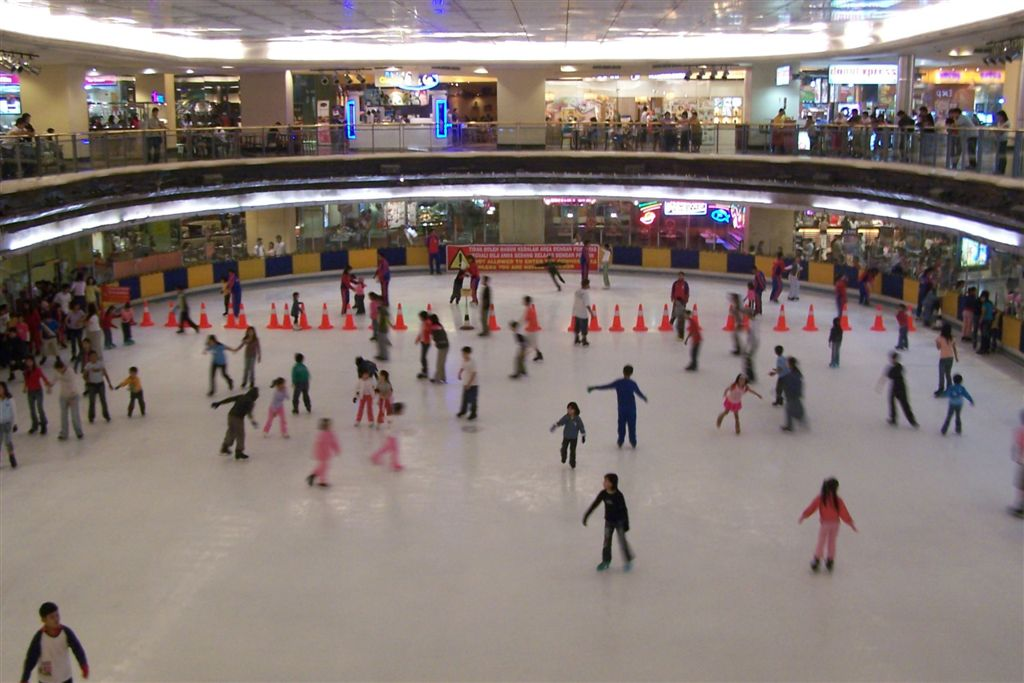
Ijsbaan in Taman Anggrek (2006).

Mal Taman Anggrek (Orchideeën tuin), ook wel MTA of TA genoemd, is een winkelcentrum in Grogol Petamburan, West-Jakarta, Indonesië. Het gebouw is vernoemd naar de orchideeëntuin waarop het winkelcentrum gebouwd is. 
Tijdens de opening in augustus 1996 was het het grootste winkelcentrum van Zuidoost-Azië. 